# Bernard Agré
Bernard Agré (ur. 2 marca 1926 w Monga, zm. 9 czerwca 2014 w Paryżu) – iworyjski duchowny katolicki, kardynał prezbiter, arcybiskup Abidżanu.

## Życiorys
Chrzest przyjął w wieku 6 lat, 2 września 1932 r. Studiował filozofię w seminarium w Bingerville, następnie w seminarium w Quidah (Dahomej, obecnie Benin). Przyjął święcenia kapłańskie 20 lipca 1953 r. w Bingerville. Przez pierwsze lata kapłaństwa pracował w Dabou, gdzie był wikarym oraz nauczycielem i dyrektorem szkoły; w 1956 r. został rektorem niższego seminarium w Bingerville. Lata 1957–1960 spędził w Rzymie na studiach uzupełniających; obronił na Papieskim Uniwersytecie Urbaniana doktorat z teologii. W grudniu 1961 r. otrzymał tytuł papieskiego prałata domowego (w 1968 r. nazwę tytułu zmieniono na "prałat honorowy"). Od 1963 r. był wikariuszem generalnym Abidżanu ds. edukacji katolickiej i seminariów.
W dniu 8 czerwca 1968 r. został mianowany biskupem Man; sakry biskupiej udzielił mu 3 października 1968 r. arcybiskup Abidżanu Bernard Yago. W latach 1985–1991 stał na czele Regionalnej Konferencji Episkopatu Afryki Zachodniej. W dniu 6 marca 1992 r. przeszedł na stolicę biskupią Jamusukro. W grudniu 1994 r. zastąpił Bernarda Yago (wówczas już kardynała) na stolicy arcybiskupiej Abidżan.
W dniu 21 lutego 2001 r. Jan Paweł II wyniósł go do godności kardynalskiej, nadając tytuł prezbitera S. Giovanni a Monte Sacro Alto. Jesienią 2001 kardynał Agré pełnił funkcję prezydenta-delegata X sesji zwykłej Światowego Synodu Biskupów w Watykanie. Z kierowania archidiecezją Abidżan zrezygnował w maju 2006 r. Jego następcą został mianowany abp Jean-Pierre Kutwa.
Brał udział w konklawe 2005, które wybrało papieża Benedykta XVI.